# 페르난도 토레스
페르난도 호세 토레스 산스(스페인어: Fernando José Torres Sanz, 스페인어 발음: [feɾˈnando ˈtores]; 1984년 3월 20일~)는 스페인의 축구 선수 선수 출신 축구 감독으로, 현역 시절 포지션은 스트라이커였다. 현재 아틀레티코 마드리드 B 팀의 감독을 맡고 있다.

## 어린 시절
페르난도 토레스는 1984년 3월 20일에 태어났다. 어린 시절에 축구에 관심을 가지기 시작하여 그의 첫 번째 팀인 파르케 84에 다섯 살 때에 들어갔다. 그의 할아버지는 축구에는 열광적이지 않았지만, 아틀레티코 마드리드의 서포터라는 것에 대한 자부심을 가지고 있었다. 따라서 토레스는 할아버지의 마드리드 사랑을 물려받게 되었다.
그가 일곱살 때, 인근 클럽인 마리오스 올란다에서 공격수로 뛰면서 정기적인 리그에서 활동하기 시작하였다. 3년 후인 열살 때, 그는 10세 팀인 라요 13에 소속되었다. 새 클럽에서의 첫 시즌에서 55골을 넣으며 첫 시즌에 강한 인상을 남긴 그는 라요 13 선수 가운데 아틀레티코 마드리드의 시험을 받게 된 세명 중에 뽑히게 되었다. 그는 스카우트에게 깊은 인상을 심어주어 1995년, 단 10의 나이에 아틀레티코 마드리드에 들어가게 되었다.

## 클럽 경력

### 아틀레티코 마드리드

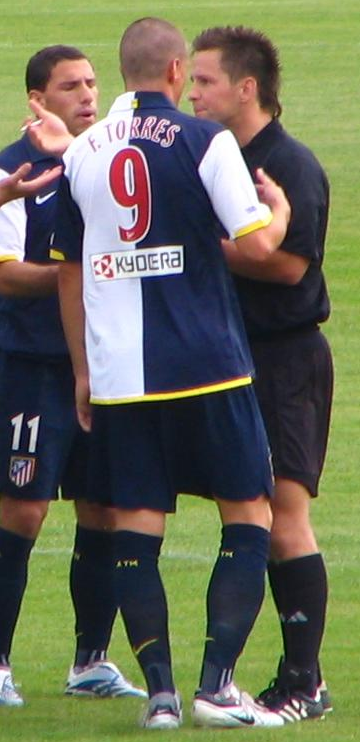
아틀레티코의 경기에서 심판과 얘기중인 페르난도 토레스

연령별로 유소년팀을 거쳐온 토레스는 1998년에 첫 번째 중요한 우승컵을 들어올리게 되었다. 아틀레티코 마드리드는 15세 이하 팀을 나이키컵에 출전시켰는데, 유소년팀이 여러 유명한 유럽 클럽들을 제치고 우승을 차지하였다. 그는 후에 같은 나이대의 선수 가운데 최고의 선수로 선정되었다. 그가 15살이던 1999년에 토레스는 아틀레티코 마드리드와 첫 번째 계약을 맺었다. 그는 첫 번째 해를 유소년팀에서 보내면서 경기를 하였고 16살이 되면서 유소년팀이 참가하는 최상위 리그인 디비시온 데 오노르에 참가하게 되었다. 2000-01시즌은 정강이뼈에 금이 가는 부상을 입게 되면서 안좋게 시작되었다. 이 부상으로 인해 12월까지 경기에 출전할 수 없었다. 토레스는 시즌 전부터 1군에서 훈련받으며 준비하였으나, 결국 그의 데뷔는 시즌 끝무렵인 2001년 5월 27일에 이루어졌다. 1주일 후에 그는 프로 최초의 골을 성공시켰고, 아틀레티코 마드리드는 아쉽게 4위를 기록하며 라 리가로의 승격은 실패하였다.
2001-02시즌에 아틀레티코 마드리드는 세군다 리가 우승을 하면서 라 리가로 승격하였다. 그렇지만 토레스는 36경기에 나오면서 6골을 기록하는 좋지 않은 성적을 기록하였다. 스페인 최상위리그에서의 토레스의 첫 번째 시즌이었던 2002-03시즌에는 아틀레티코 마드리드가 11위로 마감하는 동안 29경기에 출전하여 12골을 기록하는 호성적을 보여주었다. 그의 라 리가 두 번째 시즌인 2003-04시즌에 토레스는 더욱 발전하여 35경기 출전에 19골을 기록하며, 리그 득점 순위 3위로 마감하였다. 토레스는 단 19세 때에 아틀레티코 마드리드의 주장을 맡게 되었다. 아틀레티코는 아깝게 UEFA컵 진출권을 놓치고 말았지만, 7위를 기록하며 UEFA 인터토토컵에 나가게 되면서, 토레스는 그의 첫 번째 유럽 클럽 대항전을 경험하게 되었다. 그는 OFK 베오그라드와의 두 차례 경기에서 각각 한 골씩 넣으면서 유럽 클럽 대항 첫 골을 기록하였다. 아틀레티코는 인터토토컵 결승에 올라갔지만 비야레알 CF에 승부차기에서 패배하였다. 프리미어리그 챔피언이었던 첼시 FC가 2005년에 토레스에게 관심을 보였지만, 아틀레티코 마드리드의 구단주인 엔리케 세레초는 "기회는 없다"라고 일침을 가하며 그의 이적을 불허하였다. 세레초는 2006년 1월에 토레스의 이적 제의를 귀기울여 들을 용의가 있다고 말하였고, 같은 해 3월에 토레스가 뉴캐슬 유나이티드가 그를 데려가길 원한다는 주장을 하였다.
토레스가 스페인 축구 국가대표팀 선수로 참가하였던 2006년 FIFA 월드컵이 끝나고 난 후, 그는 2005-06시즌 말에 첼시로 옮길 수 있는 기회를 거절하였다. 다음 시즌인 2006-07시즌에 라 리가에서 14골을 넣었지만, 토레스의 아틀레티코에서의 선수생활은 아틀레티코 마드리드가 UEFA컵 출전권을 보장받지 못하게 되면서 다시 한번 도마에 오르게 되었다. 아스널, 첼시, 리버풀, 맨체스터 유나이티드가 그를 데려가려는 움직임을 보였고, 2007년 6월, 잉글랜드 미디어의 리포트에서는 토레스가 리버풀의 주요 이적 타겟이라고 보도하였다. 소문은 급속도로 퍼져 아틀레티코의 구단주인 세레초의 귀에도 들어가 세레초는 "우리는 리버풀이나 다른 클럽으로부터 어떠한 제의를 받은 적이 없다."고 말하였다. 그러나 며칠 후에, 아틀레티코가 토레스를 리버풀로 이적시키는데 동의하였다는 새로운 기사가 나왔다. 소문에 따르면 이적료는 2,500만 파운드에 루이스 가르시아를 함께 이적시킨다는 것이었다. 6월 30일에 아틀레티코는 비야레알로부터 디에고 포를란을 데려오며, 토레스의 자리를 대체하기 위함이라고 하면서 그의 이적을 공식화하였다.2007년 7월 2일에 최종적으로 토레스가 리버풀로 이적하게 되었다. 다음날, 토레스는 리버풀의 메디컬 테스트를 통과하였고, 고별 기자회견이 7월 4일에 마드리드에서 열렸다. 이적료는 리버풀 역사상 최고치를 기록하였고, 2008년 3월에 리버풀 감독인 라파엘 베니테스는 타임즈와의 인터뷰에서 토레스가 약 2000만 파운드를 받았다고 하였다.

### 리버풀

#### 2007-08 시즌

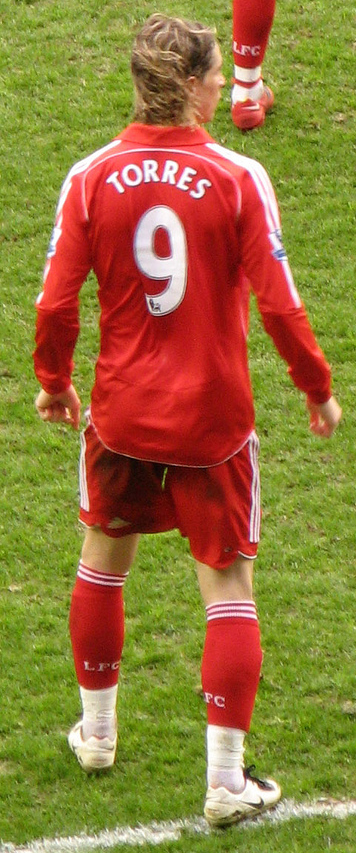
첫 해트트릭을 기록한 2008년 2월 23일 미들즈브러전에서의 토레스

토레스는 2007년 8월 11일 애스턴 빌라와의 경기에서 리버풀 데뷔전을 치렀다. 4일 후 그는 툴루즈에게 1-0으로 이긴 UEFA 챔피언스리그 경기에도 79분 교체로 출전하였다. 그는 8월 19일 첼시와의 프리미어리그 경기에서 시작 16분 만에 골을 넣으면서 데뷔 골로 기록되었다. 9월에 치른 레딩과의 리그 컵 경기에서 첫 해트트릭을 기록하였는데, 그의 골 모두 후반전에 터졌다. 토레스의 첫 챔피언스리그 골은 세 번째 출전한 포르투와의 경기였는데 여기서 두 골을 넣었다.
그는 2008년 2월 23일 미들즈브러전에서 터린 해트트릭을 포함하여 4경기에서 4골을 터뜨리면서 2월 달 프리미어리그 이 달의 선수상을 수상하였다. 토레스는 2008년 3월 5일 웨스트 햄 유나이티드전에서도 해트트릭을 터뜨리며 1946년 11월 잭 발머 이후로 홈에서 연속 해트트릭을 기록한 첫 선수가 되었다. 안필드에서 레딩을 상대로 47분 골을 넣은 후 그는 1995-96 시즌 로비 파울러 이후 리그에서 20골을 넣은 최초의 선수가 되었다. 4월에 그는 아스널과의 챔피언스리그 8강 2차전에서 골을 넣으며 리버풀의 4강 행을 이끌었다. 이 골로 그는 2007-08 시즌에 열린 모든 대회의 경기를 합하여 총 29골을 넣으며 마이클 오언이 세운 기록을 갈아치웠다. 2008년 4월 11일, 토레스는 PFA 선수들이 뽑은 올해의 선수 명단 중 최종 6위에 올랐다. 결국은 그러나 맨체스터 유나이티드의 크리스티아누 호날두가 최종적으로 선정되었다. 또 PFA 올해의 어린 선수에도 후보로 올랐지만 아스널의 세스크 파브레가스가 상을 거머쥐었다. 5월에, 그는 호날두에 이어 FWA 올해의 축구 선수 2위에 올랐다.
2008년 5월 4일, 맨체스터 시티전에서 토레스는 57분 넣은 골로 안필드에서 8경기 연속 골을 기록하게 되면서 로저 헌트의 기록을 깼다. 토트넘 홋스퍼에게 2-0으로 승리한 경기에서 리그 통산 24골을 넣으면서 23골을 넣은 뤼트 판 니스텔로이가 세운 잉글랜드 무대 외국인 데뷔 시즌 골 기록을 갈아치웠다. 시즌 후 그는 에마뉘엘 아데바요르와 함께 프리미어리그 골든 부츠 2위에 올랐다. 언론들은 첼시가 5천만 파운드로 토레스를 영입할 것이라고 하였으나 토레스는 리버풀을 떠나기 까지는 "많은 해"가 지나야 할 것이라고 응답하였다. 리버풀의 공동 구단주 톰 힉스 또한 이적에 대해 어떤 값으로든 토레스가 리버풀을 떠나지 않을 것이다라며 부정적인 입장을 밝혔다.

#### 2008-09 시즌
토레스는 프리미어리그 2008-09 선덜랜드와의 원정 경기에서 골을 넣고 1-0 승리를 이끌면서 시즌 시작부터 좋은 조짐을 보였다. 그는 애스턴 빌라와의 0-0 경기에서 햄스트링 부상을 당하면서 2주나 3주 동안 경기에 뛰지 못하게 되었다. 토레스는 챔피언스리그 마르세유에게 2-1로 이긴 경기에서 복귀전을 치렀고, 9월 27일 에버튼과의 머지사이드 더비에서 두 골을 넣으며 2-0 승리를 안겨다주었다. 또한 얼마 후 시티 오브 맨체스터 스타디움에서 열리 맨체스터 시티와의 경기에서도 두 골을 넣으며 3-2 승리에 공헌하였다. 토레스는 2010년 FIFA 월드컵 유럽 지역 예선에서 경기 하던 도중 햄스트링 부상을 당해 리버풀에서 3경기 동안 출전하지 못하였다. 10월 22일 리버풀은 토레스의 전 소속 구단 아틀레티코 마드리드와 챔피언스리그 경기를 치렀으나 토레스는 부상으로 출전하지 못하였다. 아틀레티코 마드리드의 회장 엔리케 세레소는 그에게 이 경기의 VIP석으로 초대하였으나 부상 회복을 위해 거절하였다. 10월 27일 그는 2007-08 시즌의 FIFPro 세계 베스트 11에 이름을 올렸다.

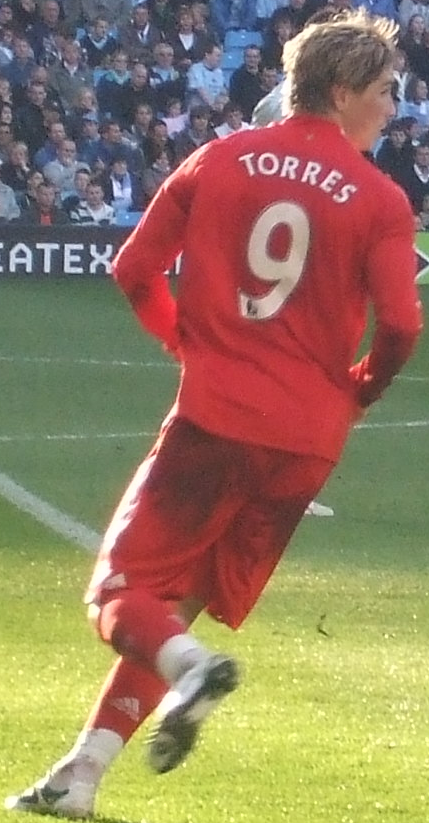
토레스는 2008년 10월 5일 맨체스터 시티전에서 두 골을 기록하였다.

토레스는 웨스트 브로미치 앨비언전에서 72분 교체로 복귀전을 치렀다. 그는 전 구단 아틀레티코 마드리드에 대해 "그 곳에서 은퇴를 할 수 있을지는 아직 모르겠지만 언젠가는 돌아가 내가 이루지 못하였던 일들을 해내고 싶다."라고 밝혔다. 그는 챔피언스리그 마르세유전에서 햄스트링이 긴장되어 3주 동안 명단에서 제외가 되었다. 그것 또한 주치의에 의해 적어도 4주 동안 못뛰게 되었다. 그는 12월에 FIFA 올해의 선수 최종 명단에 이름을 올렸다. 그러나 결국 크리스티아누 호날두, 리오넬 메시에게 밀려 3위에 올랐다. 토레스는 2009년 1월 3일 프레스턴 노스 엔드와의 FA컵 경기에서 복귀전을 치렀다. 그는 2월 1일 첼시 전에서 두 골을 넣으며 2-0 승리를 이끌었다. 리버풀에서 1년 반 동안 밖에 뛰지 않았음에도 불구하고 타임스에서 선정한 "가장 위대한 리버풀 선수 50인"에 50번으로 선택되었다.
발목 부상 중이던 토레스는 챔피언스리그 16강에서 그의 오랜 라이벌 레알 마드리드와 만나게 되었고, 진통제를 맞으며 경기를 뛸 수 있도록 하였다. 그는 이 경기에서 첫 골을 넣었고, 결과는 4-0 승리, 합산 5-0으로 8강에 진출하였다. 4일 후 그는 올드 트래퍼드에서 열린 맨체스터 유나이티드전에 이름을 올렸고, 0-1 상황에서 동점골을 넣었고, 최종 4-1로 승리하였다. 2009년 4월 PFA 올해의 팀에 이름을 올렸다. 토레스는 5월 24일 토트넘 홋스퍼와의 리그 최종전에서 리버풀에서의 50호 골을 넣었다.

#### 2009-10 시즌
시즌이 끝난 후 토레스는 리버풀과의 새로운 계약에 동의하였고, 8월 14일 계약하였다. 계약에 사인함에 따라 리버풀은 그와의 계약 기간을 2013년으로 늘리면서 주급을 11만 파운드로 상향시켰다. 토레스는 2009년 9월 19일 웨스트 햄 유나이티드전에서 3골 중 2골을 넣었고, 리버풀을 프리미어리그 3위로 올려놓았다. 1주일 후 그는 헐 시티전에서 프리미어리그 2009-10 시즌 첫 해트트릭을 기록하였다. 그는 9월 한 달 동안 5골을 넣고 득점 선두를 달리며 프리미어리그 이 달의 선수에 이름을 올렸다. 10월 25일 그는 맨체스터 유나이티드를 2-0으로 꺾은 경기에서 첫 번째 골을 넣었고, 경기 후 베니테스 감독은 그의 움직임을 칭찬하였다. 12월, 토레스는 2년 연속 FIFPro 세계 올해의 팀에 이름을 올렸다. 2009년 12월 29일 애스턴 빌라 전 추가 시간에 넣은 골로 리버풀 선수 중 최단 시간 리그 50골 득점자가 되었다. 2010년 4월 4일 버밍엄 시티전에서 65분 교체로 아웃되었는데 베니테스 감독은 토레스가 "탈진하였다"며 정당화하였다. 토레스는 무릎 부상으로 4월 8일 UEFA컵 벤피카전에서 4-1로 끝난 경기에서 2골을 넣고 시즌을 마감하였다. 토레스는 총 32경기 중 22골을 넣으며 두 시즌 동안 리버풀의 최다 득점자가 되었다.

#### 2010-11 시즌

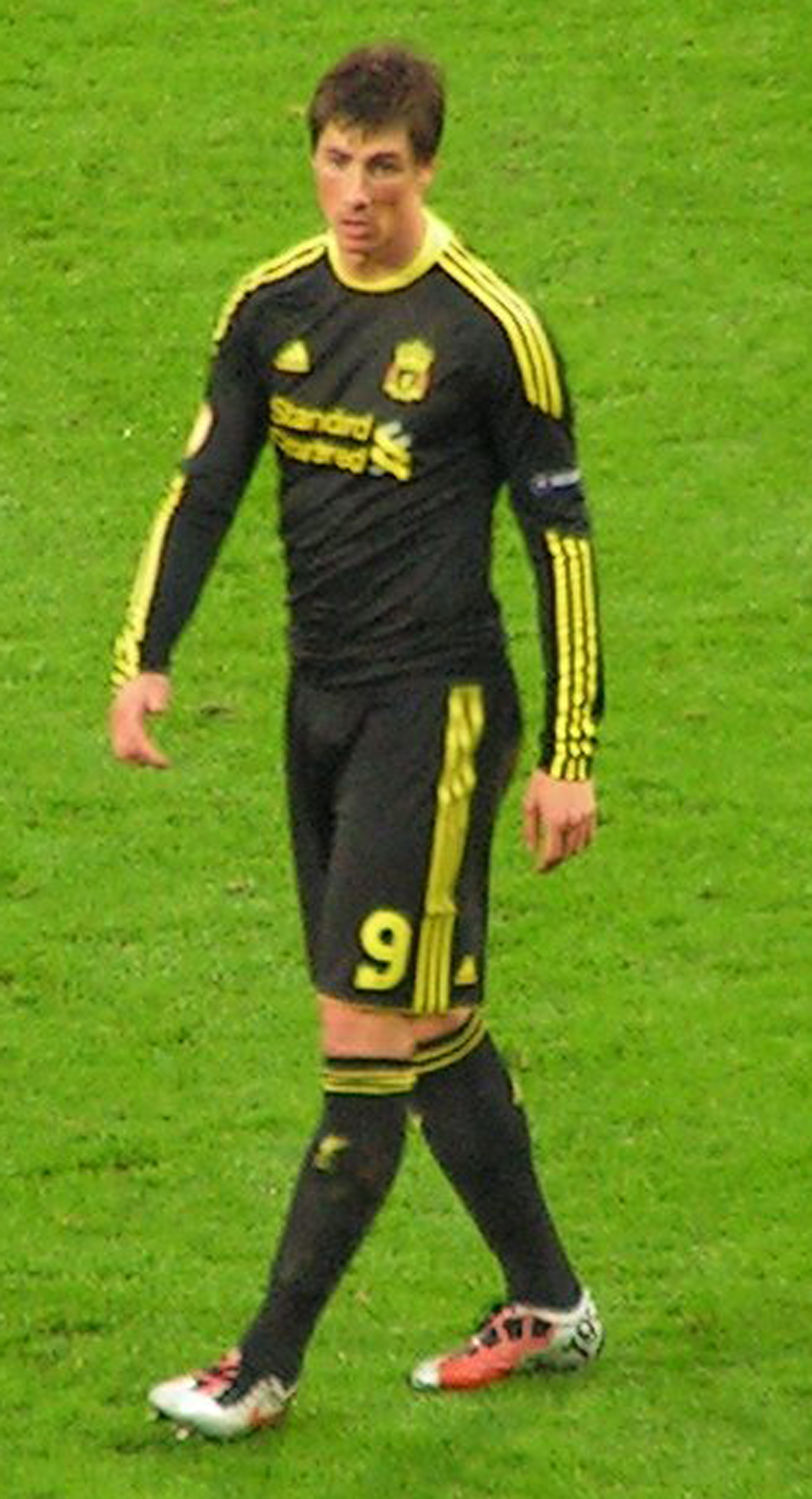
2010년 리버풀에서 뛰는 토레스

리버풀의 새로운 감독으로 로이 호지슨이 부임하였을 때 그는 토레스에 대해 이렇게 말하였다. "그는 팔지 않을 것이다. 그리고 우리는 그에 대한 제안을 환영하지 않는다. 우린 그를 지키길 원한다." 토레스는 8월 3일 밝혔다. "클럽과 팬에 대한 내 헌신과 충성심은 내가 리버풀과 사인하였을 때와 같다." 8월 14일 그는 아스널과 1-1로 끝난 경기에서 2010-11 시즌 첫 경기를 치렀다. 그는 8월 29일 웨스트 브로미치 앨비언전에서 시즌 첫 골을 넣었고 1-0 승리에 기여하였다. 이 골은 모든 대회를 포함한 앤필드에서의 50호 골이었다. 10월 24일 토레스는 블랙번 로버스 전에서 골을 기록하였는데 8월 달 이후 그의 첫 골이었다. 그는 이후 11월 7일 첼시전에서 골을 넣으며 연속 골을 넣었다. 2011년 1월 1일 토레스는 볼턴 원더러스전에서 동점 골을 넣었고, 2-1 승리를 거두었다.

### 첼시

#### 2010-11 시즌
2011년 1월 27일, 토레스는 리버풀을 거절하고 5천만 파운드에 달하는 첼시의 제안을 받아들였다. 그가 리버풀을 거절한 다음 날 그는 리버풀에게 이적 요구서를 제출하였다. 1월 31일, 토레스는 새로운 영국 레코드인 5천만 파운드로 추청되는 이적료에 첼시와 5년 반 계약을 맺었다. 그는 2월 6일 전 구단 리버풀과의 경기에서 데뷔전을 치렀지만 0-1로 패배하였다. 4월 23일 그는 웨스트 햄 유나이티드 전에서 첫 골을 넣었는데 무려 903분만의 골이었다.

#### 2011-12 시즌

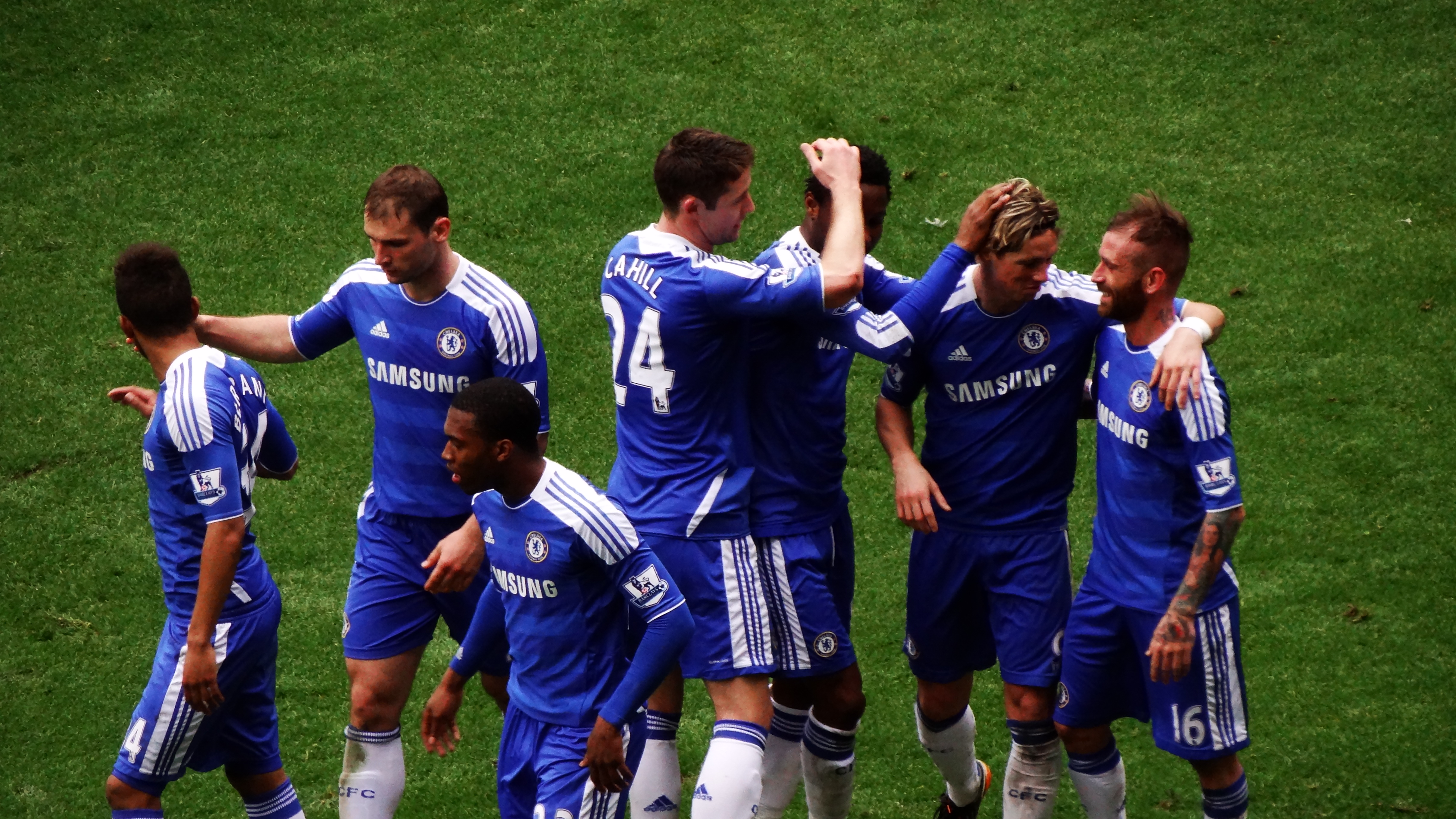
레스터 시티와의 경기에서 득점에 성공한 후 축하를 받고있는 토레스.

2011-12 시즌 토레스는 2011년 9월 18일에 열린 맨체스터 유나이티드 전에서 후반 시작과 동시에 니콜라스 아넬카의 스루패스를 받아 수문장 다비드 데 헤아의 키를 살짝 넘기는 칩슛으로 자신의 시즌 첫 골에 성공하였다. 하지만 후반 39분, 다비드 데 헤아와의 1:1 찬스에서 키퍼를 제친 후 골대와 상관없는 쪽으로 슛을 날리며 비난을 사게 되었다. 다음 경기인 스완지 시티전에서 선제골을 성공시켰으며 팀은 4-1로 대승을 거두나 득점 후 10분만에 퇴장을 당하여 다음 경기에 뛰지 못하게 되었다.
같은 시즌 UEFA 챔피언스리그 조별예선 헹크와의 경기에서 2골 1도움을 올리며 팀의 5-0승리를 이끌며 부활의 조짐을 보이는 듯 하였지만, 그 다음 경기인 발렌시아전에서는 결정적인 찬스를 놓치며 또다시 비난을 받았다.
2012년 3월 18일, 레스터 시티와의 FA컵 8강전에서 2골-2AS를 기록하였으며, 이는 무려 1500여 분 만에 터진 득점이었다. 3월 31일, 애스턴 빌라전에서도 1골-2AS를 기록하는 활약을 펼쳤다.
4월 24일, FC 바르셀로나와의 챔피언스리그 준결승 2차전에서 후반 교체 출장하여 추가 시간에 승부를 결정짓는 득점을 기록하였다. 4월 29일, QPR전에서는 2년 7개월 여만에 해트트릭을 기록하였다. 5월 19일, FC 바이에른 뮌헨과의 2012 UEFA 챔피언스리그 결승전에서 교체 출장하여 첼시의 첫 우승컵 획득에 기여하였다.

#### 2013-14 시즌

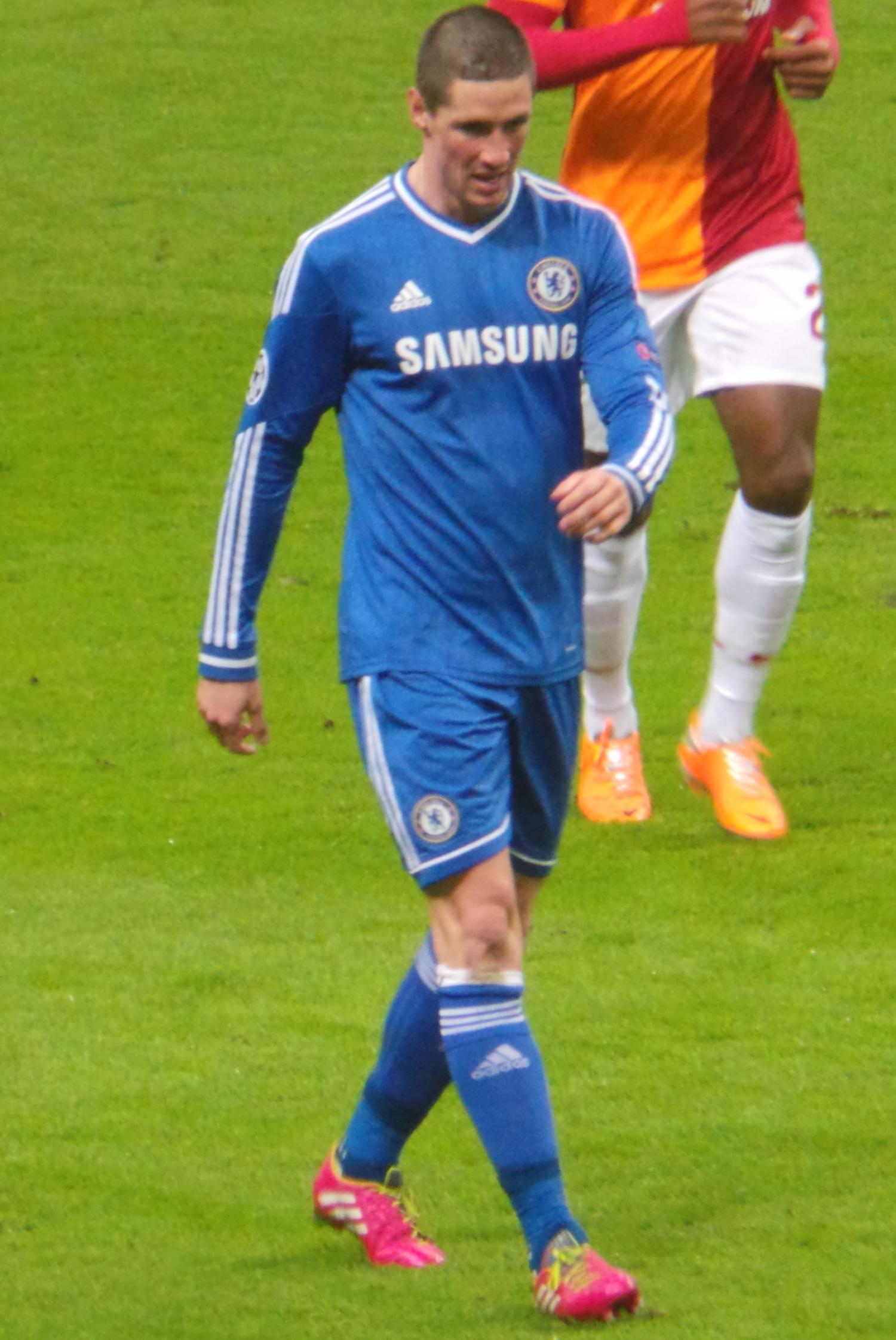
갈라타사라이와의 경기에서의 토레스

토레스는 첼시에 다시 부임한 조세 무리뉴의 선택을 받아 리그 첫 경기에 출전하였고, 전반 5분만에 페널티 킥을 얻어내었다. 2013 UEFA 슈퍼컵 바이에른 뮌헨과의 경기에서 득점을 기록하였다. 9월 28일, 토트넘 홋스퍼와의 경기에서 경고 2장을 받으며 퇴장당했다.
2013년 10월 22일, FC 샬케 04와의 경기에서 첼시에서의 100번째 경기를 맞았으며, 두 골을 넣었다. 그의 리그 시즌 첫번째 골은 맨체스터 시티전에서 나왔으며, 이는 안드레 쉬얼레의 도움을 받아 추가시간에 결정적인 득점에 성공한 것이었다. 12월 14일, 크리스털 팰리스와의 경기에서 첫번째 골을 넣으며 2-1 승리에 기여하였다.

### 밀란
2014년 9월 31일, 토레스는 밀란으로 임대 이적을 하였다. 그리고 11월 20일에 유벤투스전에서 안드레아 폴리와 교체되면서 데뷔전을 치렀으며 이틀후 토레스는 엠폴리와의 경기에서 팀이 2-1로 지고 있던 상황에서 팀을 2-2 무승부로 이끄는 자신의 첫 데뷔골을 기록하였다.
2014년 12월 27일에 토레스는 임대 이적한 밀란을 임대에서 완전 이적을 하였다. 허나 부진한 플레이로 AC밀란이 임대 취소를 요구하였다.

### 아틀레티코 마드리드
2014년 12월 29일, 토레스는 밀란에서 아틀레티코 마드리드로 임대 이적과 동시 아틀레티코 마드리드는 알레시오 체르치를 AC 밀란으로 임대 이적을 하는 트레이드를 한다.계약 기간은 2016년 6월 까지이다.

### 사간 도스
2018년 7월 10일, 사간 도스에 입단했다.
2019년 6월 21일, 은퇴 선언을 하고 6월 23일 기자회견에서 8월 23일 비셀 고베전이 마지막 경기라고 알렸다.

## 국가대표팀 경력

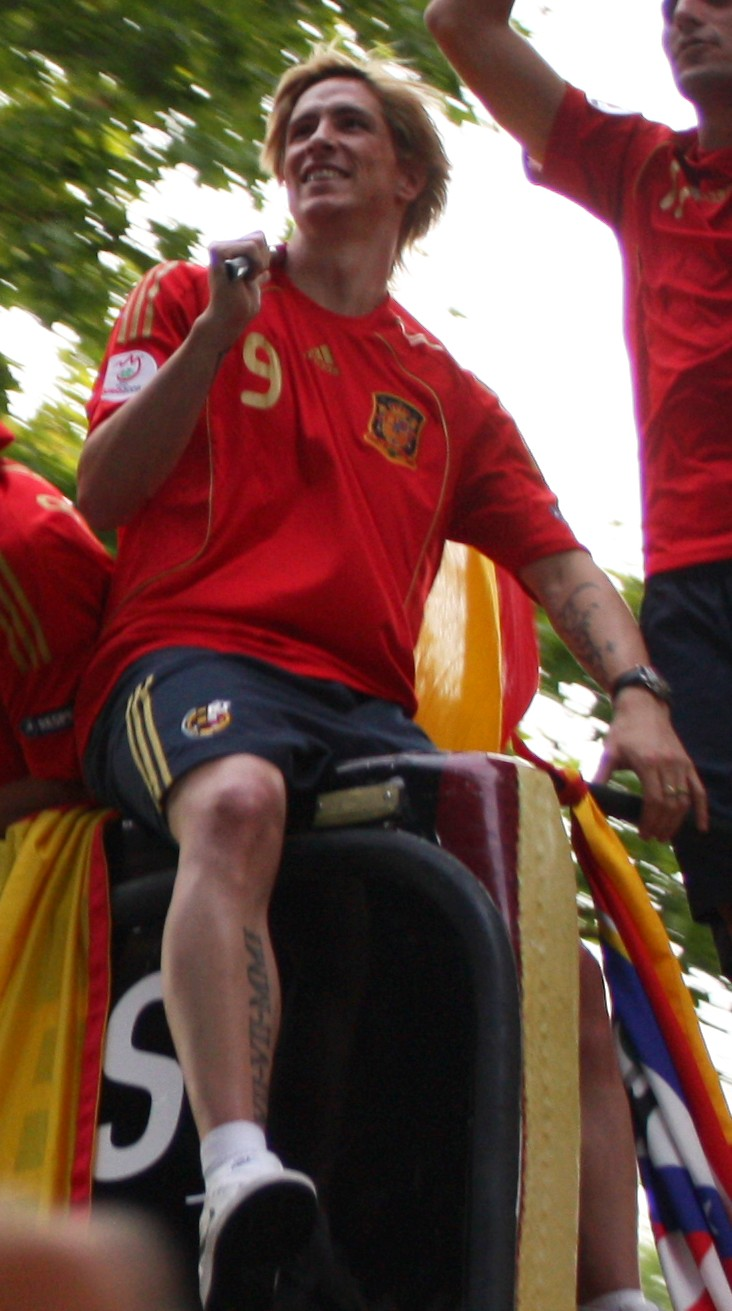
유로 2008에서 우승한 스페인의 주역인 토레스

2001년 2월, 토레스는 스페인 16세 이하 팀 선수로 참가하여 알가레브 토너먼트의 우승을 차지하였다. 16세 이하 팀은 5월에 열린 2001년 UEFA U-16 축구 선수권 대회에 참가하여 역시 우승하였다. 2001년 11월에는 2001년 FIFA U-17 월드컵에 참가하였지만 조별리그를 통과하진 못하였다.2002년 7월에는 UEFA U-19 축구 선수권 대회에서 우승, 토레스는 최다 득점자가 되었고, 결승전에서의 유일한 골을 넣은 선수가 되었다.
2003년 9월 6일에 스페인 선수로 성인 대표 데뷔전을 포르투갈을 상대로 경기를 하였다. 그의 첫 번째 득점은 2004년 4월 28일에 이탈리아와의 경기에서 나왔다. 또한 유로 2004의 선수명단에 포함되었지만, 조별리그 처음 두 경기에 후반 종료 무렵 교체선수로 출전하였고, 포르투갈전에서는 주전으로서 출전하였으나, 1-0으로 패하며 탈락하고 말았다.
토레스는 2006년 FIFA 월드컵의 유럽 예선에서 11경기 동안 7골을 득점하며, 스페인의 예선전 최다 득점자가 되었다. 그의 첫 월드컵 본선 무대에서 토레스는 우크라이나와의 4-0 승리 경기에서 네 번째 골을 성공시키며 월드컵 본선 첫 골을 신고하였다. 두 번째 조별리그 경기인 튀니지와의 경기에서 두골을 넣었는데, 첫 골을 76분에 2-1로 리드하는 골이었고 두 번째는 90분에 페널티킥으로 넣은 득점이다. 그는 다비드 비야와 함께 세 골을 넣어 스페인의 공동 최다 득점자로 대회를 마쳤다.
그는 유로 2008 명단에 포함되었고, 러시아와의 대회 첫 경기에서 비야의 골을 어시스트하였다. 토레스는 스페인 감독인 루이스 아라고네스에게 교체된 후에 외관상으로 보기엔 악수를 거절한 것으로 보여 많은 비판을 받기도 하였다. 그는 이 사건을 코치진에 화가 난 것이 아니라 자기 자신에게 화가 났다는 것이라고 해명하였다. 그의 대회 첫 번째 골은 스웨덴과의 두 번째 조별리그 경기에서 나왔다. 토레스는 유로 2008의 독일과의 결승전에서 스페인의 1-0 승리를 하게 해준 결승골을 넣으며 맨 오브 더 매치에 선정되었다.
2010년 FIFA 월드컵에도 참가했고 조국 스페인은 최초로 우승을 하였으나, 무릎 수술 이후 계속 된 부진으로 무득점이라는 오점을 남기었다. 그러나 유로 2012에서는 3골 1도움을 기록하면서 득점왕을 차지하였다. 이 후 9월 7일 사우디전에서 센추리 클럽에서 가입한다.
2014년 5월 30일, 토레스는 볼리비아와의 11개월만의 A매치 출전에서 페널티 골을 성공시켰다. 다음날 그는 페르난도 요렌테와 알바로 네그레도를 제치고 스페인 대표팀의 최종명단에 이름을 올렸다. 2014년 FIFA 월드컵에서 앞서 두 경기동안 교체로 출장했던 토레스는 팀의 탈락이 확정된 가운데, 3차전인 호주전에 선발 출장하였고, 득점에 성공하였다.

## 경력 통계

### 클럽 기록
| 클럽                | 시즌           | 리그 | 리그 | 컵   | 컵   | 리그 컵 | 리그 컵 | 유럽 대회 | 유럽 대회 | 기타 | 기타 | 합계 | 합계 |
| 클럽                | 시즌           | 출장 | 득점 | 출장 | 득점 | 출장    | 득점    | 출장      | 득점      | 출장 | 득점 | 출장 | 득점 |
| ------------------- | -------------- | ---- | ---- | ---- | ---- | ------- | ------- | --------- | --------- | ---- | ---- | ---- | ---- |
| 아틀레티코 마드리드 | 2000–01        | 4    | 1    | 2    | 0    | —       | —       | —         | —         | —    | —    | 6    | 1    |
| 아틀레티코 마드리드 | 2001–02        | 36   | 6    | 1    | 1    | —       | —       | —         | —         | —    | —    | 37   | 7    |
| 아틀레티코 마드리드 | 2002–03        | 29   | 13   | 3    | 1    | —       | —       | —         | —         | —    | —    | 32   | 14   |
| 아틀레티코 마드리드 | 2003–04        | 35   | 19   | 5    | 2    | —       | —       | —         | —         | —    | —    | 40   | 21   |
| 아틀레티코 마드리드 | 2004–05        | 38   | 16   | 6    | 2    | —       | —       | 5         | 2         | —    | —    | 49   | 20   |
| 아틀레티코 마드리드 | 2005–06        | 36   | 13   | 4    | 0    | —       | —       | —         | —         | —    | —    | 40   | 13   |
| 아틀레티코 마드리드 | 2006–07        | 36   | 14   | 4    | 1    | —       | —       | —         | —         | —    | —    | 40   | 15   |
| 아틀레티코 마드리드 | 2014–15        | 19   | 3    | 4    | 3    | —       | —       | 3         | 0         | —    | —    | 26   | 6    |
| 아틀레티코 마드리드 | 2015-16        | 30   | 11   | 4    | 0    | —       | —       | 12        | 1         | —    | —    | 44   | 12   |
| 아틀레티코 마드리드 | 2016-17        | 31   | 8    | 5    | 1    | —       | —       | 9         | 1         | —    | —    | 45   | 10   |
| 아틀레티코 마드리드 | 2017-18        | 27   | 5    | 6    | 3    | —       | —       | 12        | 2         | —    | —    | 45   | 10   |
| 아틀레티코 마드리드 | 합계           | 321  | 109  | 44   | 14   | —       | —       | 41        | 6         | —    | —    | 404  | 129  |
| 리버풀              | 2007–08        | 33   | 24   | 1    | 0    | 1       | 3       | 11        | 6         | —    | —    | 46   | 33   |
| 리버풀              | 2008–09        | 24   | 14   | 3    | 1    | 2       | 0       | 9         | 2         | —    | —    | 38   | 17   |
| 리버풀              | 2009–10        | 22   | 18   | 2    | 0    |         |         | 8         | 4         | —    | —    | 32   | 22   |
| 리버풀              | 2010–11        | 23   | 9    | 1    | 0    |         |         | 2         | 0         | —    | —    | 26   | 9    |
| 리버풀              | 합계           | 102  | 65   | 7    | 1    | 3       | 3       | 30        | 12        | —    | —    | 142  | 81   |
| 첼시                | 2010–11        | 14   | 1    |      |      |         |         | 4         | 0         |      |      | 18   | 1    |
| 첼시                | 2011–12        | 32   | 6    | 6    | 2    | 1       | 0       | 10        | 3         | —    | —    | 49   | 11   |
| 첼시                | 2012–13        | 36   | 8    | 5    | 1    | 4       | 2       | 16        | 9         | 3    | 2    | 64   | 22   |
| 첼시                | 2013–14        | 28   | 5    | 2    | 0    | 1       | 1       | 10        | 5         |      |      | 41   | 11   |
| 첼시                | 합계           |      | 20   | 13   | 3    | 6       | 3       | 40        | 17        | 3    | 2    | 172  | 45   |
| AC 밀란 (임대)      | 2014–15        | 10   | 1    |      |      |         |         |           |           |      |      | 10   | 1    |
| 사간 도스           | 2018           | 17   | 3    | 2    | 1    | —       | —       | —         | —         | —    | —    | 19   | 4    |
| 사간 도스           | 2019           | 18   | 2    | 1    | 1    | 2       | 0       | —         | —         | —    | —    | 21   | 3    |
| 사간 도스           | 합계           |      | 5    | 3    | 2    | 2       | 0       | —         | —         | —    | —    | 40   | 7    |
| 클럽 경력 통산      | 클럽 경력 통산 | 578  | 200  | 65   | 20   | 11      | 6       | 111       | 35        | 3    | 2    | 768  | 263  |

### 국가대표팀 득점
| 시즌   | 시즌 | 총합 | 총합 |
| 시즌   | 시즌 | 출장 | 득점 |
| ------ | ---- | ---- | ---- |
| 스페인 | 2003 | 3    | 0    |
| 스페인 | 2004 | 11   | 1    |
| 스페인 | 2005 | 12   | 8    |
| 스페인 | 2006 | 13   | 5    |
| 스페인 | 2007 | 6    | 1    |
| 스페인 | 2008 | 13   | 5    |
| 스페인 | 2009 | 13   | 5    |
| 스페인 | 2010 | 11   | 3    |
| 스페인 | 2011 | 9    | 1    |
| 스페인 | 2012 | 10   | 4    |
| 스페인 | 2013 | 5    | 5    |
| 스페인 | 2014 | 4    | 2    |
| 총합   | 총합 | 110  | 38   |

| #   | 일자             | 장소                          | 상대           | 득점  | 결과  | 대회                         |
| --- | ---------------- | ----------------------------- | -------------- | ----- | ----- | ---------------------------- |
| 1   | 2004년 4월 28일  | 이탈리아, 제노바              | 이탈리아       | 1 - 0 | 1 - 1 | 친선 경기                    |
| 2   | 2005년 2월 10일  | 스페인, 알메리아              | 산마리노       | 2 - 0 | 5 - 0 | 2006년 FIFA 월드컵 예선      |
| 3   | 2005년 3월 26일  | 스페인, 살라망카              | 중화인민공화국 | 1 - 0 | 3 - 0 | 친선 경기                    |
| 4   | 2005년 10월 8일  | 벨기에, 브뤼셀                | 벨기에         | 1 - 0 | 2 - 0 | 2006년 FIFA 월드컵 예선      |
| 5   | 2005년 10월 8일  | 벨기에, 브뤼셀                | 벨기에         | 2 - 0 | 2 - 0 | 2006년 FIFA 월드컵 예선      |
| 6   | 2005년 10월 12일 | 이탈리아, 로마                | 산마리노       | 2 - 0 | 6 - 0 | 2006년 FIFA 월드컵 예선      |
| 7   | 2005년 10월 12일 | 이탈리아, 로마                | 산마리노       | 5 - 0 | 6 - 0 | 2006년 FIFA 월드컵 예선      |
| 8   | 2005년 10월 12일 | 이탈리아, 로마                | 산마리노       | 6 - 0 | 6 - 0 | 2006년 FIFA 월드컵 예선      |
| 9   | 2005년 11월 12일 | 스페인, 마드리드              | 슬로바키아     | 3 - 1 | 5 - 1 | 2006년 FIFA 월드컵 예선      |
| 10  | 2006년 6월 7일   | 스위스, 제네바                | 크로아티아     | 2 - 1 | 2 - 1 | 친선 경기                    |
| 11  | 2006년 6월 14일  | 독일, 라이프치히              | 우크라이나     | 4 - 0 | 4 - 0 | 2006년 FIFA 월드컵           |
| 12  | 2006년 6월 19일  | 독일, 슈투트가르트            | 튀니지         | 2 - 1 | 3 - 1 | 2006년 FIFA 월드컵           |
| 13  | 2006년 6월 19일  | 독일, 슈투트가르트            | 튀니지         | 3 - 1 | 3 - 1 | 2006년 FIFA 월드컵           |
| 14  | 2006년 9월 2일   | 스페인, 바다호스              | 리히텐슈타인   | 1 - 0 | 4 - 0 | UEFA 유로 2008 예선          |
| 15  | 2007년 9월 12일  | 스페인, 오비에도              | 라트비아       | 2 - 0 | 2 - 0 | UEFA 유로 2008 예선          |
| 16  | 2008년 6월 14일  | 오스트리아, 인스부르크        | 스웨덴         | 1 - 0 | 2 - 1 | UEFA 유로 2008               |
| 17  | 2008년 6월 29일  | 오스트리아, 빈                | 독일           | 1 - 0 | 1 - 0 | UEFA 유로 2008               |
| 18  | 2008년 11월 19일 | 스페인, 비야레알              | 칠레           | 2 - 0 | 3 - 0 | 친선 경기                    |
| 19  | 2009년 6월 9일   | 아제르바이잔, 바쿠            | 아제르바이잔   | 6 - 0 | 6 - 0 | 친선 경기                    |
| 20  | 2009년 6월 14일  | 남아프리카 공화국, 루스텐버그 | 뉴질랜드       | 1 - 0 | 5 - 0 | 2009년 FIFA 컨페더레이션스컵 |
| 21  | 2009년 6월 14일  | 남아프리카 공화국, 루스텐버그 | 뉴질랜드       | 2 - 0 | 5 - 0 | 2009년 FIFA 컨페더레이션스컵 |
| 22  | 2009년 6월 14일  | 남아프리카 공화국, 루스텐버그 | 뉴질랜드       | 3 - 0 | 5 - 0 | 2009년 FIFA 컨페더레이션스컵 |
| 23  | 2009년 8월 12일  | 마케도니아 공화국, 스코페     | 북마케도니아   | 1 - 2 | 3 - 2 | 친선 경기                    |
| 24  | 2010년 6월 8일   | 스페인, 무르시아              | 폴란드         | 5 - 0 | 6 - 0 | 친선 경기                    |
| 25  | 2010년 9월 3일   | 리히텐슈타인, 파두츠          | 리히텐슈타인   | 1 - 0 | 4 - 0 | UEFA 유로 2012 예선          |
| 26  | 2010년 9월 3일   | 리히텐슈타인, 파두츠          | 리히텐슈타인   | 3 - 0 | 4 - 0 | UEFA 유로 2012 예선          |
| 27  | 2011년 6월 9일   | 미국, 매사추세츠              | 미국           | 4 - 0 | 4 - 0 | 친선 경기                    |
| 28  | 2012년 5월 31일  | 스위스, 베른                  | 대한민국       | 1 - 0 | 4 - 1 | 친선 경기                    |
| 29  | 2012년 6월 14일  | 폴란드, 그단스크              | 아일랜드       | 1 - 0 | 4 - 0 | UEFA 유로 2012               |
| 30  | 2012년 6월 14일  | 폴란드, 그단스크              | 아일랜드       | 4 - 0 | 4 - 0 | UEFA 유로 2012               |
| 31  | 2012년 7월 1일   | 우크라이나, 키에프            | 이탈리아       | 3 - 0 | 4 - 0 | UEFA 유로 2012               |
| 32. | 2013년 6월 20일  | 브라질, 리우 데 자네이루      | 타히티         | 1–0   | 10–0  | 2013년 FIFA 컨페더레이션스컵 |
| 33. | 2013년 6월 20일  | 브라질, 리우 데 자네이루      | 타히티         | 3–0   | 10–0  | 2013년 FIFA 컨페더레이션스컵 |
| 34. | 2013년 6월 20일  | 브라질, 리우 데 자네이루      | 타히티         | 6–0   | 10–0  | 2013년 FIFA 컨페더레이션스컵 |
| 35. | 2013년 6월 20일  | 브라질, 리우 데 자네이루      | 타히티         | 9–0   | 10–0  | 2013년 FIFA 컨페더레이션스컵 |
| 36. | 2013년 6월 23일  | 브라질, 포르탈레자            | 나이지리아     | 2–0   | 3–0   | 2013년 FIFA 컨페더레이션스컵 |
| 37. | 2014년 5월 30일  | 스페인, 세비야                | 볼리비아       | 1–0   | 2–0   | 친선 경기                    |
| 38. | 2014년 6월 23일  | 브라질, 리우데자네이루        | 오스트레일리아 | 1–0   | 3–0   | 2014년 FIFA 월드컵           |

## 수상 내역

#### 아틀레티코 마드리드
- 세군다 디비시온 : 2001-02
- UEFA 유로파리그 : 2017-18

#### 첼시
- FA컵 : 2011-12
- UEFA 챔피언스리그 : 2011-12
- UEFA 유로파리그 : 2012-13

#### 스페인
- UEFA U-16 축구 선수권 대회 : 2001
- UEFA U-19 축구 선수권 대회 : 2002
- UEFA 유럽 축구 선수권 대회 : 2008, 2012
- FIFA 월드컵 : 2010

### 개인
- 발롱도르 : 3위 (2008)
- FIFA 올해의 선수 : 3위 (2008)
- UEFA 올해의 팀 : 2008
- FIFPro 월드 베스트 XI : 2008, 2009
- PFA 올해의 팀 : 2007–08, 2008–09
- NFA 프리미어리그 올해의 선수 : 2008
- UEFA 유럽 축구 선수권 대회 : 골든 부트 (2012), 올스타 팀 (2008), 결승전 MoM (2008)
- FIFA 컨페더레이션스컵 : 골든슈 (2013), 실버슈 (2009), 베스트 팀 (2009, 2013)
- UEFA U-16 축구 선수권 대회 MVP, 득점왕 : 2001
- UEFA U-19 축구 선수권 대회 MVP, 득점왕 : 2002
- ESM 시즌의 팀 : 2007-08
- 리버풀 올해의 선수 : 2007-08
- Gold Medal of the Royal Order of Sports Merit : 2011
- 아스투리아스 공상 : 2010
- 마르카 레전드 : 2012

## 같이 보기
- A매치 100경기 이상 출전한 축구 선수 명단

## 그 외
은퇴 후에는 2023년 9월에 KGM 토레스의 스페인 현지 광고 모델로 발탁된 바 있다.